# خسوف العقل (كتاب)
خسوف العقل هو كتابٌ من تأليف ماكس هوركهايمر في عام 1947، يناقش فيه المؤلف كيف استطاع النازيون أن يبرزوا جدول أعمالهم على أنه عقلاني، ويتحدث فيه أيضًا عن براغماتية جون ديوي ويصفها بأنها صعبة ومعقدة وذلك بسبب التأكيد على البعد الأساسي للتفكير.

## ملخص
يتعامل هوركهايمر مع مفهوم العقل في تاريخ الفلسفة الغربية حيث عرّف السبب الحقيقي بالعقلانية والذي لا يمكن تعزيزه إلا في بيئة من التفكير الحر والنقدي. يشرح بالتفصيل الفرق بين العقل الموضوعي والذاتي والأداتي، ويؤكّد على أننا انتقلنا في سياقٍ محدد من البداية حتى المنتصف فما بعد ذلك (على الرغم من ارتباط العقل الذاتي والأداتي بشكٍل وثيق).
يتعامل العقل الموضوعي مع الحقائق الشاملة التي تملي أن الفعل إما صواب أو خطأ. إنه مفهوم ملموس وهو وقوة في العالم تتطلب أنماطًا محددة من السلوك. يكون التركيز في المنحى الموضوعي للعقل على الغايات وليس على الوسائل.
العقل الذاتي هو مفهوم تجريبي للعقل، ويركز في المقام الأول على الوسائل، وعلى وجه التحديد فإن الطبيعة العقلانية للهدف من شيءٍ ما لا علاقة لها بشيئ حيث أن الغايات لا تخدم سوى الغرض من الموضوع (بوجه عام تقدم الذات أو المحافظة عليها). أن تكون عقلانيًا في هذا السياق هو أن تكون مناسبًا لغرضٍ معين وأن تكون جيدًا في شيء آخر. هذا الجانب من العقل يتطابق عالمياً ويوفر التوجهّات الفكرية بسهولة.
```
في العقل الأداتي، إن المعيار الوحيد للعقل هو قيمته التشغيلية أو غرضه حيث تصبح فكرة الحقيقة مشروطة على مجرد تفضيل شخصي وبذلك تتكون العلاقة مع العقل الموضوعي.
```

يجادل هوركهايمر بأن الفلسفة الحديثة دافعت بشكلٍ كبير عن العقلانية الذاتية إلى حد رفض أي شكل من المعنى أو العقلانية الموضوعية وتمكين التكنوقراطية. يربط هوركهايمر انحدار العقلانية الموضوعية في الفلسفة بنظرة عالمية ميكانيكية وخيبة الأمل وتراجع الاعتقاد في الطبيعة الحية أو الشمولية. على الرغم من أنه يدين مجموعة واسعة من المدارس الفكرية الفلسفية المعاصرة، يؤكد هوركهايمر أن هذه الاتجاهات تتجسّد في الفلسفة الواقعية، وهو مصطلح يعرفه على نطاق واسع.
يقول هوركهايمر أن قواعد العقل الذاتي أو الآلي والمثل العليا للمجتمع مثل المثل الديمقراطية تصبح معتمدة على مصالح الشعب بدلاً من الاعتماد على حقائق موضوعية. يعترف هوركهايمر أن السبب الموضوعي له جذوره في العقل الموضوعي وقال: